# Grotte de la Candelaria
Pour les articles homonymes, voir Candelaria.

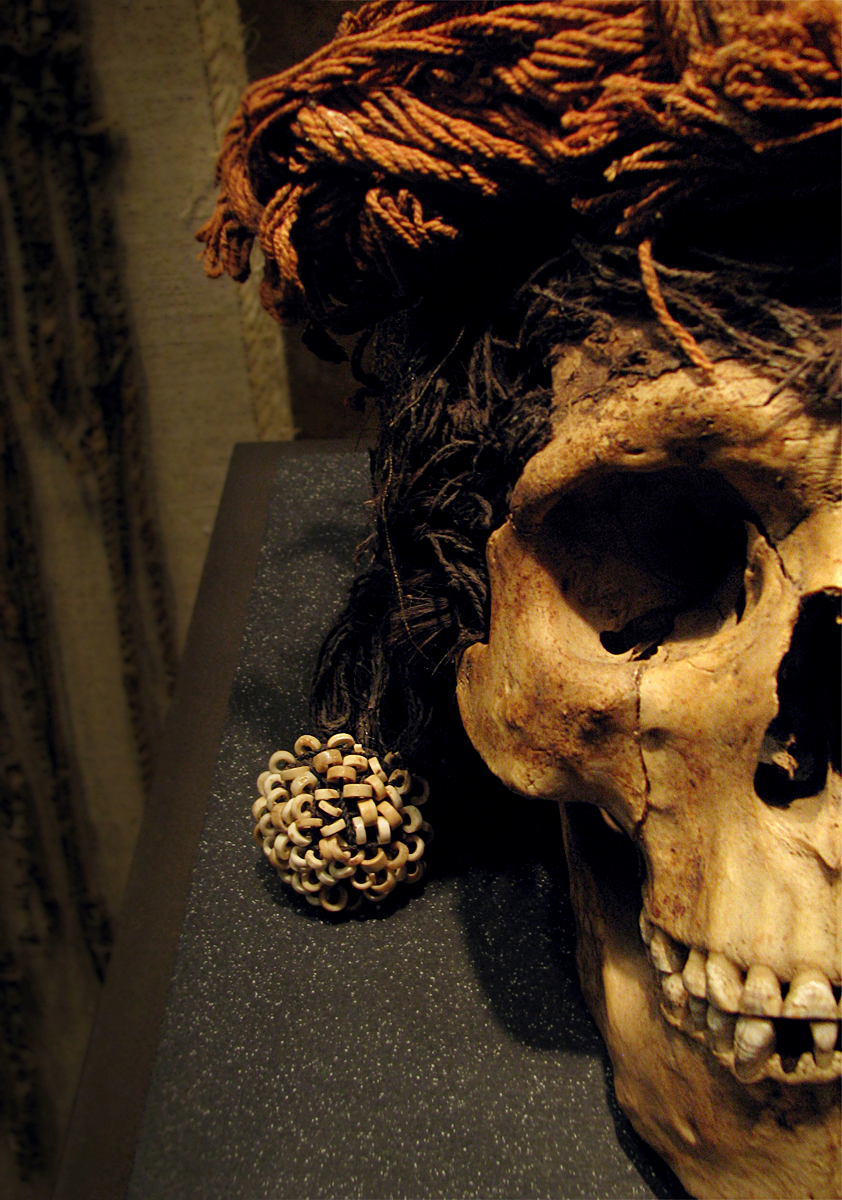
Détail du crâne trouvé dans la grotte de la Candelaria. Il porte une coiffe de fibres végétales et de perles

La grotte de la Candelaria est un site archéologique situé dans l'état de Coahuila (Mexique). Il s'agit d'une grotte qui fut employée comme cimetière par les peuples nomades du lieu. Les premières recherches dans la grotte ont été effectuées en 1953. Il y eut une autre saison en 1954. Comme résultat de ces expéditions, de nombreux matériels ont été récupérés qui sont conservés par l'Institut national d'anthropologie et d'histoire (INAH).
Les découvertes des grottes de la Candelaria sont intéressantes pour la grande quantité de textiles qui ont été trouvés dans ce site. Ils constituent les sources de données les plus importantes connues en ce qui concerne les cultures nomades d'Aridoamérique. Selon les chercheurs du sites, le style des tissus est très semblable aux productions des basketmakers, même si l'absence d'outil comme l’atlatl rend difficile l'identification des occupants de la grotte de la Candelaria avec ces tribus. Les occupants de la grotte de la Candelaria avaient pour habitude d'enterrer leur mort en paquet qui contenait non seulement le cadavre mais aussi des parures réalisées à partir de fibres naturelles, du cuir, des coquillages et des plumes, ainsi que d'autres vêtements et des chaussures. Le tout enveloppé d'une couverture tissée de coton ou de yucca, attachée avec des ficelles. La majeure partie des paquets de la grotte de la Candelaria ont été trouvés incomplets, et ceux qui ont été ouverts, probablement par des pillards.
Un des crânes ornés trouvés dans le site est exposé au Musée national d'anthropologie de Mexico.